# Terry Anderson
Ne doit pas être confondu avec Thierry Ardisson.
Pour les articles homonymes, voir Anderson.
Terry Alan Anderson, né le 27 octobre 1947 et mort le 21 avril 2024, est un journaliste américain et un ancien combattant . Alors qu'il travaille pour l'Associated Press en 1985, il est pris en otage par des militants chiites du Hezbollah de l’Organisation du Jihad islamique au Liban et détenu jusqu’en 1991. En 2004, il se présente sans succès au Sénat de l’État de l’Ohio.